# Athlītikos Omilos Faros Keratsiniou (pallacanestro)
L'Athlītikos Omilos Faros Keratsiniou, noto anche semplicemente come Faros B.C., (in greco: Αθλητικός Όμιλος Φάρος Κερατσινίου) è una società cestistica avente sede a Keratsini, in Grecia. Fondata nel 1971, ha giocato nel campionato greco.
Nel 2017 si è fondato con il G.S. Larissas ed ha ceduto il proprio titolo sportivo a partecipare all'A1 Ethniki.